# Жуков, Яков Николаевич
Я́ков Никола́евич Жу́ков (28 февраля 1932, Москва, СССР — 29 декабря 2001, Москва, Россия) — советский архитектор, член-корреспондент АХ СССР, лауреат Государственной премии СССР.

## Биография
В 1957 году окончил Московский архитектурный институт, учился у Г. Б. Бархина, И. С. Николаева.
Работал в институте «Промстройпроект», который позднее возглавил. Автор ряда проектов крупных промышленных объектов.
Разработал проект экспериментального суперфосфатного завода (1959), узла заводов авиационной промышленности (1960). Автор проекта Северо-Западного промышленного узла в Рязяни (1964). В 1961—1962 годах в составе авторского коллектива разработал проект планировки и застройки промышленного района в Целинограде.
В 1970—1972 годах создал проект предзаводских зон Волжского автомобильного завода, за что был удостоен Государственной премии СССР. Создал проект промышленного узла в Строгино (в составе авторского коллектива, 1979), комплекса Камского тракторного завода в Елабуге (1985—1988).
С 1982 года преподавал в МАРХИ.
Член Союза архитекторов (1962), Член-корреспондент АХ (1979). Лауреат Государственной премии СССР (1977). Заслуженный архитектор РСФСР (1991).